# Henry Barbet de Jouy
Pour les articles homonymes, voir Famille Barbet de Jouy, Barbet et Jouy.
Joseph-Henry Barbet de Jouy, dit Henry Barbet de Jouy, né le 16 juillet 1812 à Canteleu, mort le 26 mai 1896 à Paris, est un archéologue, historien de l'art et conservateur de musée français.

## Biographie
Henry Barbet de Jouy est le fils de l’industriel Jacques-Juste Barbet de Jouy.
Il est conservateur du musée du Louvre de 1852 à 1863, puis conservateur du musée des Souverains et des objets d’art  du Moyen âge et de la Renaissance de 1863 à 1871, conservateur des musées nationaux de 1871 à 1879, enfin administrateur des musées nationaux et directeur du musée du Louvre de 1879 à 1881.
Barbet de Jouy est élu membre de l'Académie des beaux-arts (Institut de France) en 1880.
Il est inhumé au cimetière du Père-Lachaise (17e division),.

### Le sauveur du Louvre
Comme raconté par l'écrivain, spécialiste du roman historique et éditeur d'art Nicolas Chaudun, auteur de l'ouvrage Le Brasier : le Louvre incendié par la Commune, les communards, lors de la Semaine sanglante, en mai 1871, ont incendié, à grand renfort de seaux de pétrole, le Palais-Royal et les Tuileries, risquant ainsi de détruire le Louvre et son musée par l'aile ouest du palais, du pavillon de Marsan au pavillon de Flore, et la Bibliothèque impériale qui faisait face au Palais-Royal. 
Le musée fut cependant épargné des flammes grâce à l'opiniâtreté de Henry Barbet de Jouy et au dévouement d'un commandant de chasseurs, Marie-Félicien (dit Martian) de Bernardy de Sigoyer, qui demanda à ses hommes de tout faire pour éviter la propagation des flammes vers les autres bâtiments et les précieuses collections du musée,.
Une plaque lui rend hommage dans l'ancienne entrée du musée du Louvre.

## Distinctions
- Chevalier de la Légion d'honneur en 1861[6]
- Commandeur de l'ordre du Sauveur de Grèce en 1864
- Officier de la Légion d'honneur en 1872

## Publications

### Ouvrages
- Les Della Robbia, sculpteurs en terre émaillée, étude sur leurs travaux, suivie d'un catalogue de leurs œuvres fait en Italie en 1853, Paris, Jules Renouard et Cie, 1855.
- Musée impérial du Louvre. Description des sculptures modernes, Paris, imprimerie de Vinchon et C. de Mourgues, 1855 ; 2e éd. 1856
- Les Mosaïques chrétiennes des basiliques et des églises de Rome, Paris, Victor Didron, 1857.
- Étude sur les Fontes du Primatice, Paris, Veuve Jules Renouard, 1859-1860.
- Musée impérial du Louvre. Les Gemmes et joyaux de la Couronne, Paris, musée du Louvre, chalcographie des musées nationaux, 1865.
- Notice des antiquités, objets d'art du Moyen Âge, de la Renaissance et des Temps modernes composant le musée des Souverains, Paris, imprimerie de Mourgues frères, 1866 ; 2e éd. 1868.
- Notice des gemmes et joyaux, galerie d'Apollon, Paris, imprimerie C. de Mourgues, 1867 ; rééd. 1872, 1876.
- Notice des sculptures, Paris, imprimerie C. de Mourgues frères, 1873.
- Musée national du Louvre. Don de M. et Mme Lenoir. Collab. Saglio Edmond, Both de Tauzia Léon et Courajod Louis, Paris, imprimerie C. de Mourgues frères, 1874 ; 2e éd. 1889.
- Institut de France, Académie des beaux-arts. Inauguration de la statue de Jean Cousin à Sens le 3 octobre 1880, Paris, Firmin Didot, 1880.
- Institut de France, Académie des beaux-arts. Notice sur M. le comte de Montalivet lue dans la séance du 7 mai 1881, Paris, Firmin Didot, 1881.

### Articles
- « Notice sur Albert Jacquemard ». In Albert Jacquemard, Histoire du mobilier, Paris, Hachette, 1875.
- « La Porte de Crémone au Louvre, I. Notice historique ». Gazette des Beaux-Arts, 1876, 2e période, t. XIII, p. 313-322.